# Acciaierie Valbruna
Acciaierie Valbruna è un'azienda italiana fondata a Vicenza nel 1925 e operante nel settore della metallurgia e siderurgia.
Le Acciaierie Valbruna hanno quattro Stabilimenti produttivi, 2 in Italia (Vicenza e Bolzano), 1 negli Stati Uniti (Fort Wayne, IN) e uno recentemente acquisito in Canada (Welland, Ontario).

## Storia
Nel 1925 Ernesto Gresele fondò la Ferriera Valbruna, specializzata nella produzione di attrezzi utilizzati in ambito agricolo. Nel 1939 la ferriera diventò anche acciaieria.
Durante la Seconda guerra mondiale, nel 1944 l'acciaieria venne distrutta da un bombardamento aereo. Tre anni dopo, nel 1947 l'azienda cambiò denominazione da Ferriera Valbruna ad "Acciaierie Valbruna Ernesto Gresele".
Nel 1957 entra in azienda Nicola Amenduni, titolare della Amenduni Nicola Spa, azienda sita a Bari specializzata  nella produzione di macchine per l'olio e il vino, e marito della figlia di Gresele, Maria. E con lui l'azienda trova slancio sviluppandosi negli acciai inossidabili.
Nel 1972 viene realizzato il nuovo stabilimento nella zona industriale di Vicenza. Nel 1995 viene acquistata la proprietà dello stabilimento Acciaierie Bolzano sito a Bolzano.
Nel 2004 l'azienda acquisisce la statunitense Slater Steels a Fort Wayne, nell'Indiana.
Nell'aprile 2018 Nicola Amenduni compie 100 anni. In azienda sono già da tempo operativi i cinque figli. Nel febbraio 2019 sono emessi tre bond per complessivi 150 milioni, destinati a rafforzare il bilancio dell'acciaieria e interamente sottoscritti dai figli che hanno il controllo del gruppo.
Nell'ottobre 2019 l'azienda rileva da Ampco-Pittsburgh un'acciaieria in Canada, a Welland, in Ontario, specializzata nella produzione di acciai speciali in carbonio.

## Prodotti
Acciaierie Valbruna è specializzata nella produzione di acciaio inossidabile, barre trafilate, leghe di nichel, titanio, acciaio per solenoidi e altri prodotti. Quattro gli stabilimenti: Vicenza, Bolzano, Fort Wayne e Welland.

## Sponsorizzazione
Nella stagione 2017-2018 Acciaierie Valbruna è stata lo sponsor principale del Vicenza Calcio.